# Slovenský čuvač
Slovenský čuvač je velké psí plemeno vyšlechtěné pro hlídání majetku a stád ovcí. Původně se jednalo o československé plemeno, po rozdělení země ale přešel patronát pod Slovensko, podobně, jako tomu bylo u československého vlčáka. Povahou jsou tito psi oddaní, milující a dobří hlídači, pro jejich výcvik nemusí být psovod nijak mimořádně zkušený. Jsou to čistě venkovní zvířata, která potřebují dostatek pohybu a aktivity obecně.

## Historie
Podle Antonína Hrůzy je slovenský čuvač, stejně jako další typově podobná evropská plemena psů, potomkem vlka polárního typu, který byl bíle zbarvený.
Jako pastevecký a hlídací pes se slovenský čuvač na Slovensku choval i pod jménem tatranský čuvač. Začátkem 20. století bylo toto plemeno poměrně rozšířené a ve třicátých letech Antonín Hrůza založil první plemennou knihu. Právě díky tomuto profesorovi brněnské veterinární vysoké školy byla založena první chovatelská stanice „Ze zlaté studny“ (sídlem ve Skalici nad Svitavou), pro kterou Hrůza koupil dvě zcela čistokrevná a nepříbuzná štěňata: psa Jerryho a fenku Koru.

### Krevní linie
Chovu slovenských čuvačů v současné době dominují čtyři krevní linie – Azúr/Kazo, Simba, Ibro a Umek. Názvy linií jsou odvozeny od jmen zakládajících psů z nichž každý měl mírně odlišné povahové i fyziologické vlastnosti. V minulosti existovala i linie Nero, ta již ale vymřela. Azúr/Kazo je krevní linie, jejímž hlavním úkolem bylo zlepšení výšky čuvačů a pevný konstituční typ, také hnědé až tmavohnědé oko. Simba je málo rozšířená linka, která měla hlavně zlepšit povahové vlastnosti čuvačů. Předky linie Ibro byli maďarští kuvaszové a tito psi se tak vyznačuje jemnější konstitucí, hnědýma až tmavohnědýma očima a také mírnější povahou. Umek je nejméně početná krevní linie a rodokmen těchto psů by se dal vysledovat až k prvnímu slovenskému čuvačovi vůbec, Jerrymu. Představitelé této linie se vyznačují pevným konstitučním typem, dobrou výškou a tmavým okem.

## Vzhled

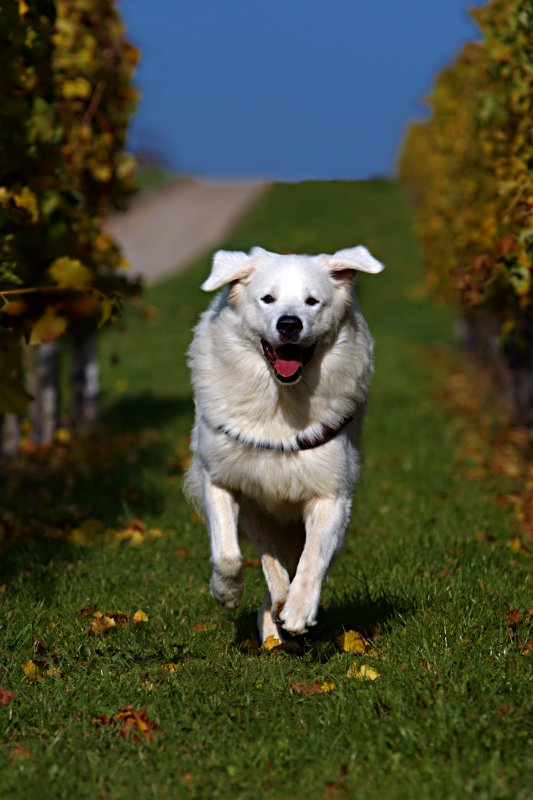

Tělo slovenského čuvače je mírně delší než vyšší. Silný a rovný hřbet se směrem k bedrům poněkud svažuje. Silná čtvercová záď mírně ubíhá dolů. Nízko nasazený rovný ocas je nošen svěšený. Dosahuje k hlezenním kloubům. Hruď sahá až k loketnímu kloubu a její šířka se rovná zhruba čtvrtině kohoutkové výšky. Žebra jsou dobře zaoblená a probíhají daleko dozadu. Břicho a slabiny jsou mírně vtaženy. Dlouhé lopatky jsou šikmo položené. Slovenský čuvač má rovné končetiny umístěné kolmo k trupu a dobře zaúhlené. Přední tlapky jsou kompaktní, okrouhlé, dobře uzavřené, zadní tlapky jsou o trochu delší. Suchý krk je stejně dlouhý jako hlava.
Široká a podlouhlá lebka je mírně klenutá, temeno hlavy je však ploché. Při pohledu z boku jsou přímka temena a přímka hřbetu nosu rovnoběžné. Stop je dobře patrný. Nadočnicové oblouky jsou vyznačeny, čelní rýha je mělká. široká a těžká tlama se mírně zužuje ke špičce nosu a je o málo kratší než lebka. Pysky těsně přiléhají. Uši jsou nasazeny vysoko. Jsou sklopené a těsně přiléhají k hlavě. Špičky uší jsou zaoblené. Oči oválného tvaru s dobře přiléhajícími víčky jsou v hlavě umístěny rovně. Čuvač má nůžkový skus.
Srst je hustá a bohatá, na zádech nesmí tvořit pěšinku. Krycí srst, tvořena chlupy dlouhými 5–15 cm, zcela zakrývá kratší, hustou a jemnou podsadu. Psi mají kolem krku límec. Má čistě bílou srst. Nažloutlý odstín u nasazení uší je přípustný, ne však žádoucí. Oči jsou hnědé. Nosní houba, okraje pysků a očí, stejně jako polštářky tlapek jsou černé.

### Možná záměna
Slovenského čuvače lze lehko zaměnit za maďarského kuvasze, ten je ale mohutnější a má delší srst, povahově je soběstačnější a méně závislý na rodině. Podobně vypadá i maremmansko-abruzzský pastevecký pes, ten je ale lehčí a nižší. Také má růžová místa v okolí očí.

## Vlastnosti

### Povaha
Tito psi mají vyrovnanou povahu. Hned tak se nenechají vyvést z míry, zpravidla jsou velmi sebevědomí. I když venku dokáží být značně aktivní, doma jsou klidní. Chrání a střeží své teritorium, ale také „své“ lidi a dům. Vynikají věrností svému pánovi a jeho rodině, zároveň jsou však samostatní. I když společnost lidí velmi oceňují, jsou schopni se značnou část dne zabavit sami. Jejich hustá srst je chrání proti nepříznivým vlivům počasí.
Plemeno zpravidla velmi dobře vychází s dětmi. Soužití s kočkami a drobným domácím zvířectvem nebývá problémem. Vůči lidem, které nezná, je ve střehu, po seznámení je však akceptuje. Psi se mohou chovat vůči jiným psům poněkud dominantně. Soužití dvou dospělých psů je kvůli jejich dominanci velmi problematické, většinou nemožné.

## Péče
Srst je celkem příjemná na údržbu. Žijí-li psi v domě, ztrácejí sice chlupy, ale chlupy se téměř nezapichují. Jednou týdně je nutné srst důkladně vykartáčovat. V době línání ztratí psi velmi mnoho chlupů. V tu dobu se srst musí kartáčovat denně.
Slovenský čuvač je velmi přizpůsobivý. Nejlépe je mu venku, kde se uplatní i jako hlídač. Je nutné se mu dostatečně věnovat, aby se nestal příliš samostatným. Věnuje-li se hodně času a pozornosti jeho výchově, podaří se vychovat psa, který rád poslouchá a rád plní povely. Musí však poznat, že jsou užitečné. Výchova má probíhat harmonicky a důsledně.
Na psa své velikosti je slovenský čuvač značně pohyblivý. Má-li k dispozici velký pozemek, pak si pes z velké části obstará pohyb sám. Pokud ne, vyžaduje delší procházky. S dobře vychovaným slovenským čuvačem lze chodit na procházky i bez vodítka. Toto plemeno nenadchnou hry s míčkem ani podobné aktivity.